# 레오벤 교도소

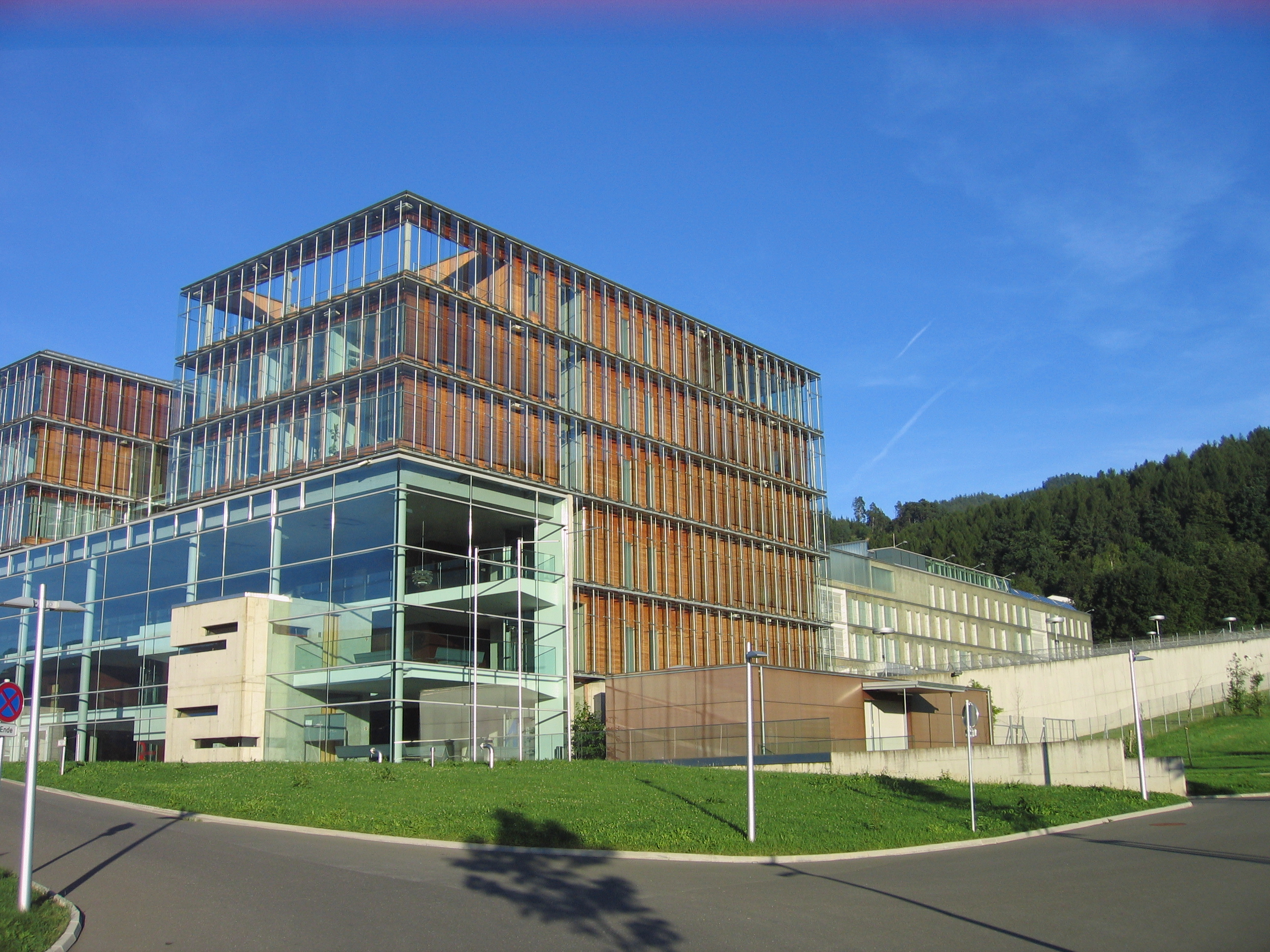
저스티스 센터 레오벤

저스티스 센터 레오벤(Justizzentrum Leoben)은 오스트리아 레오벤에 위치한 교도소이다.